# صحراء مونتي
صحراء مونتي (بالإسبانية: Desierto del Monte)‏ منطقة بيئية في أميركا الجنوبية وتقع كلياً في دولة الأرجنتين. تقع الصحراء شرق الأنديز، وجنوب شرقي صحراء أتاكاما في تشيلي وشمال صحراء باتاغونيا الأكبر حجماً منها. لا يوجد حاجز طبيعي بين هذه الصحاري، لذا يمكن اعتبارها كلها امتداداً لبعضها البعض، فطبيعة جغرافية الأرض في صحراء مونتي مماثلة لتلك في صحراء باتاغونيا الداخلية، حيث تغطيها الرواسب البركانية وسهول البيدمونت والكتل الجبلية الكبيرة والعديد من القيعان الملحية الجافة. يلتقي في جنوب الصحراء نهر ريو كولوراذو (بالإسبانية: Río Colorado)‏ بنهر ريو ذيساجواذيرو (بالإسبانية: Río Desaguadero)‏، ويشكل هذان النهران مصدر الري الأساسي في المنطقة. 